# Emmy Drachmann
Emmy Drachmann (født 23. oktober 1854 i Køge – død 20. januar 1928 i Roskilde) var en dansk forfatter, oversætter og hustru til Holger Drachmann.

## Biografi
Emmy Drachmann (født Culmsee) var den yngste i en flok på ni. Hendes forældre var Frederik Leopold Culmsee (1811-95) og Nicoline Rasmussen (1818-86). Hun var født i Køge og voksede op på Havreholm papirfabrik, som var ejet af hendes far. Hun mødte første gang Holger Drachmann, som var en ven af hendes ældste bror Valdemar, da Drachmann besøgte Havreholm i 1866. I en alder af 13 flyttede Emmy med resten af familien til Kristiania og boede der indtil 1876, da hun flyttede til Hamborg for at studere sprog. Derfra drog hun til England, hvor hun underviste i tysk.
I 1878 var hun tilbage i København for at trøste Drachmann, der havde haft en affære med Emmys søster Polly. Holger Drachmann og Emmy blev gift i Sankt Pauls Kirke den 17. maj 1879. Parret adopterede Drachmanns datter med Polly og fik selv fire børn. Deres ægteskab markerede begyndelsen på en rolig og produktiv periode for Holger Drachmann. Emmy hjalp ham bl.a. med oversættelsen af Byrons Don Juan. Hun oversatte selv Gottfried Kellers Der grüne Heinrich (1883-84) samt værker af Rudolf Baumbach, Peter Rosegger, Sergey Stepnyak-Kravchinsky og Peter Kropotkin.
I 1887 indledte Holger Drachmann en affære med kabaretsangerinden "Edith" og forlod i 1892 hjemmet. Emmy Drachmann rejste med sine børn til Dresden, hvor de boede i fem år, og hvor hun begyndte sin egen karriere som forfatter.
Emmy og Holger Drachmann blev skilt i 1903. Hun døde i Roskilde i 1928 og ligger begravet på Vestre Kirkegård i København.

## Arbejder
- Grevinde Cossel, 1899
- Villa Mackenzie, 1902
- Inger, 1910 (En fiktiv fortælling om sit ægteskab)
- Mødre, 1914
- En søns kærlighed. (Manuskript, filmatiseret 1916)[3]
- Erindringer. Barndom og Ungdom til 1883 (Erindringer - udgivet 1925).[1]

## Hæder
- 1926, Drachmannlegatet